# Fuad Gabriel Chucre
Fuad Gabriel Chucre (Bento de Abreu, 19 de agosto de 1939 – São Paulo, 31 de janeiro de 2023) foi um político brasileiro, filiado ao Partido da Social Democracia Brasileira (PSDB). Foi prefeito de Carapicuíba por três mandatos, sendo o primeiro entre 1993 e 1996, o segundo entre 2001 e 2004, reeleito neste mesmo ano, encerrando seu mandato em 2008.

## Biografia
De origem sírio-libanesa, Fuad Chucre foi bastante influente e conhecido no município de Carapicuíba, em todas as vezes que disputou o cargo de prefeito, foi eleito no 1º turno e com larga vantagem sobre o 2º colocado. Em 2000 foi eleito com 110.737 votos, 78,87% dos votos válidos, contra 17,64% (26.802 votos) do segundo colocado [Sérgio Ribeiro] do PT e 9,49% (14.418) dos outros candidatos somados. Em 2004 foi re-eleito com 82,06% dos votos válidos. Realizou obras importantes na Cidade, como a Construção da Fatec/Etec, Calçadão Central, Av. Governador Mário Covas, Pronto Socorro da Vila Dirce, Pronto Socorro Infantil, Espaço da Fuca na Vila Crett com: Posto de Saúde, Teatro, Creche, Cap´s, Campos de Futebol, pista de cooper, Duplicação da Estrada da Fazendinha, recapeamento de toda a Av. Inocêncio Seráfico, Construção dos Parques do Paturis, Planalto e Aldeia, revitalização da Aldeia de Carapicuiba, Construção do Teatro de Arena (Aldeia), Inac - Centro de Esportes, com quadras, creches, pré-escolas e no mesmo espaço a Construção do 33o Batalhão de Policia Militar, Seccional de policia de Carapicuiba, teatro Jorge Amado na Av. Miriam. e mais de 1.700 ruas Pavimentadas em todas as suas administrações. Fuad porém, não conseguiu fazer seu sucessor em 2008, quando João Naves (PSDB) ficou em 3º lugar.
A popularidade de Fuad garantiu a eleição de seu filho Fernando Fuad Chucre como Deputado Federal.
Em Novembro de 2011 o deputado estadual Celso Giglio (PSDB), apresentou projeto de lei denominando o Parque da Lagoa como sendo "Parque Gabriel Chucre", sancionado pelo governador Geraldo Alckmin. Trata-se de uma homenagem ao pai de Fuad, tendo em vista que o projeto do Parque fora elaborado pelo Fuad ainda quando prefeito.

### Morte
Chucre morreu no dia 31 de janeiro de 2023, aos 83 anos.